# Солосучьяпа (муниципалитет)
Солосучьяпа (исп. Solosuchiapa) — муниципалитет в Мексике, штат Чьяпас, с административным центром в одноимённом посёлке. Численность населения, по данным переписи 2020 года, составила 8561 человек.

## Общие сведения
Название Solosuchiapa с языка науатль можно перевести как новая речка под холмом с пальмами.
Площадь муниципалитета равна 156,3 км², что составляет 0,2 % от площади штата, а наиболее высоко расположенное поселение Эль-Наранхо, находится на высоте 964 метра.
Он граничит с другими муниципалитетами Чьяпаса: на севере с Истапангахоей, на востоке с Аматаном, на юге с Исуатаном, на западе с Чапультенанго и Истакомитаном.

## Учреждение и состав
Муниципалитет был образован 23 февраля 1944 года, по данным 2020 года в его состав входит 63 населённых пункта, самые крупные из которых:
| Код INEGI                  | Населённый пункт                                                                          | Численность населения (2005 год) | Численность населения (2010 год) | Численность населения (2020 год) |
| -------------------------- | ----------------------------------------------------------------------------------------- | -------------------------------- | -------------------------------- | -------------------------------- |
| 084                        | Всего                                                                                     | 7900                             | 8065                             | 8561                             |
| 0001                       | Солосучьяпа (исп. Solosuchiapa) 17°25′43″ с. ш. 93°01′52″ з. д. (административный центр)  | 2057                             | 2035                             | 2243                             |
| 0005                       | Серро-лас-Кампанас (исп. Cerro las Campanas) 17°20′05″ с. ш. 92°58′24″ з. д.              | 836                              | 763                              | 745                              |
| 0003                       | Альваро-Обрегон (исп. Álvaro Obregón) 17°23′28″ с. ш. 92°59′29″ з. д.                     | 608                              | 638                              | 709                              |
| 0012                       | Монте-Ореб (исп. Monte Horeb) 17°20′40″ с. ш. 93°00′16″ з. д.                             | 465                              | 580                              | 682                              |
| 0025                       | Агустин-Рубио (исп. Agustín Rubio (Santa Fe la Zacualpa)) 17°20′07″ с. ш. 93°00′10″ з. д. | 375                              | 470                              | 631                              |
| 0019                       | Вильяфлорес (исп. Villaflores) 17°21′24″ с. ш. 92°57′39″ з. д.                            | 541                              | 563                              | 562                              |
| 0007                       | Франсиско-Мадеро (исп. Francisco I. Madero) 17°18′55″ с. ш. 92°59′39″ з. д.               | 484                              | 441                              | 427                              |
| —                          | Прочие                                                                                    | 2534                             | 2575                             | 2562                             |
| Названия на карте Генштаба |                                                                                           |                                  |                                  |                                  |

## Экономическая деятельность
По статистическим данным 2000 года, работоспособное население занято по секторам экономики в следующих пропорциях:
- сельское хозяйство, скотоводство и рыбная ловля — 65,5 %;
- промышленность и строительство — 10,5 %;
- торговля, сферы услуг и туризма — 22,4 %;
- безработные — 1,6 %.

## Инфраструктура
По статистическим данным 2020 года, инфраструктура развита следующим образом:
- электрификация: 98,6 %;
- водоснабжение: 81,3 %;
- водоотведение: 97,2 %.

## Туризм
Основными достопримечательностями являются природные пейзажи и многочисленные водопады на реке Сьерра.